# Berkmeermolen
De Berkmeermolen is een in 1608 gebouwde poldermolen, die in 1803 werd verplaatst van de oorspronkelijke locatie bij Hensbroek naar de huidige locatie in Berkmeer bij Obdam. In 1877 werd een hulpstoomgemaal bijgeplaatst, dat in 1925 werd geëlektrificeerd. De molen werd daarna ontdaan van zijn roeden. De molen stond tot 1941 werkloos. In dat jaar is de Berkmeermolen weer maalvaardig gemaakt en sindsdien draait de molen regelmatig. De Berkmeermolen is een rietgedekte achtkantige molen van het type grondzeiler. De kap van de molen is voorzien van een kruiwerk met houten rollen, dat van binnen gekruid wordt. De molen is, zoals meer Noord-Hollandse poldermolens, een binnenkruier. De Berkmeermolen is voorzien van een Vlaamse vang.
De Berkmeermolen is eigendom van het Hoogheemraadschap Hollands Noorderkwartier en is niet te bezoeken. De Berkmeermolen staat even zuidelijker dan de Veenhuizer, die aan de andere kant in Veenhuizen staat.